# Ibrahim Coulibaly
Ibrahim Coulibaly (24 de fevereiro de 1964 - 27 de abril de 2011) foi um líder militar e rebelde na Costa do Marfim. Sargento das Forças Armadas da Costa do Marfim, Coulibaly serviu pelo menos desde o início da década de 1990. À medida que a Costa do Marfim mergulhava num conflito comunitário, Coulibaly juntou-se ao golpe de 1999 liderado por Robert Guéï. Um segundo golpe, após as eleições de 2000, que tornou Laurent Gbagbo presidente, colocou Coulibaly numa posição de liderança, após a qual entrou em conflito com o colega líder militar Guillaume Soro. Durante os oito anos de divisão que se seguiram no país, Coulibaly entrou em conflito com ambos os lados, acabando por regressar para liderar uma milícia baseada em Abidjan que apoiava Alassane Ouattara. Após o fim dos combates, Coulibaly foi morto em Abidjan pelas forças de Ouattara durante uma tentativa de desarmar o seu grupo. Conhecido popularmente como "IB", ele tinha 47 anos quando morreu.